# シノファームCOVID-19ワクチン
シノファームCOVID-19ワクチン（シノファームコビッド19ワクチン）は、BBIBP-CorVとも呼ばれ、中国の国営企業シノファーム社が開発した2種類の不活化ウイルスCOVID-19ワクチンのうちの1つである。2020年12月下旬、アルゼンチン、バーレーン、エジプト、モロッコ、パキスタン、ペルー、アラブ首長国連邦（UAE）で第III相臨床試験が行われ、60,000人以上が参加した。
12月9日、UAEは、BBIBP-CorVがCOVID-19感染症に対して86％の有効性を示した第III相試験の中間結果を発表し、12月下旬にシノファームは、内部分析で79％の有効性が示されたと発表した。2021年5月にはワクチンを承認した世界保健機関（WHO）が有効性を79％と推定した。ファイザー-バイオンテックCOVID-19ワクチンやモデルナmRNA-1273のようなmRNAワクチンは90%以上の高い有効性を示しているが、これらのワクチンは超低温冷凍庫と輸送車を必要とするため、一部の国では流通上の課題となっている。BIBP-CorVは、通常の冷蔵温度で輸送・保存が可能である。
BBIBP-CorVは、第III相試験で開発が進められているCOVID-19用不活化ウイルスワクチンであるCoronaVacやBBV152と同様の、より伝統的な技術を共有している。 

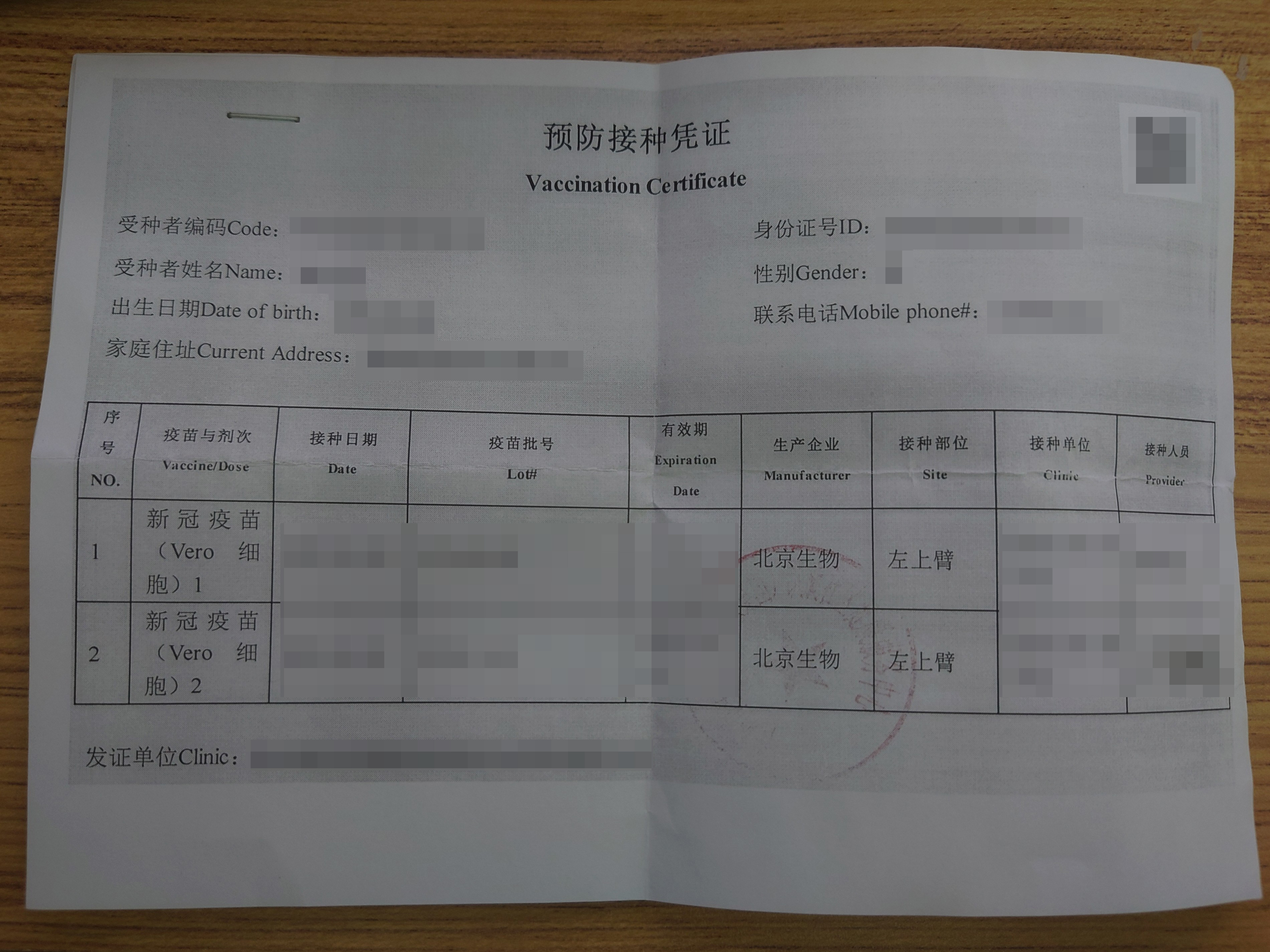
シノファーム北京生物製品研究所製のBBIBP-CorVの予防接種証明書。

BBIBP-CorVは、アジア、アフリカ、南米、および欧州の一部の国ではワクチン接種キャンペーンに使用されていた。シノファームは、2021年に10億用量分のBBIBP-CorVの生産を見込んでいる。シノファームによると、2月21日までに合計で4,300万回以上のワクチンが接種されたという。
BBIBP-CorVは、2021年5月7日にWHOが欧米以外では初めて緊急使用を承認したワクチンとなっており、新型コロナワクチンへの公平なアクセスを目指す国際的な枠組み「COVAX」にも供給されているが、公用データが不足しているため、シノファームは中国国内および他のさまざまな国でワクチンの配布を制限される可能性がある。

## 臨床研究

### 第IおよびII相臨床試験
2020年4月、中国は、シノファームの北京生物製品研究所と武漢生物製品研究所が開発したCOVID-19ワクチン候補の臨床試験を承認した。いずれも、化学的に不活化されたCOVID-19の全ウイルスワクチンである。
10月15日、北京生物学研究所は、BBIBP-CorVワクチンの第I相臨床試験（成人192名）および第II相臨床試験（成人448名）の結果を発表し、BBIBP-CorVは2つの年齢層の全用量において安全性と忍容性が確認された。すべてのワクチン接種者において、42日目にSARS-CoV-2に対する抗体が誘発された。これらの試験では、60歳以上の高齢者が含まれていた。
8月13日、武漢生物製品研究所は、第I相（成人96人）と第II相（成人224人）の臨床試験の中間結果を発表した。報告書によると、不活化COVID-19ワクチンは有害反応の発生率が低く、免疫原性が確認されたが、安全性と有効性の長期的な評価には第III相試験が必要であるとしている。
BIBP-CorVは、開発途上国の人々へのワクチン接種に有利な特性を持っている可能性がある。ファイザー-バイオンテックCOVID-19ワクチンやモデルナmRNA-1273などのmRNAワクチンは90％以上の高い有効性を示したが、mRNAワクチンは超低温冷凍庫や輸送車を必要とするなど、一部の国では流通面で課題がある。対照的に、BIBP-CorVは、通常の冷蔵温度で輸送および保管できる。ファイザーとモデルナは、新しいmRNA技術を利用している開発メーカーであるが、シノファームが使用している不活化ウイルス技術については、メーカー各社は数十年の経験を持っている。

### 第III相臨床試験

#### アフリカとアジア
7月16日、シノファームは、アブダビに本拠を置くG42ヘルスケア社と共同で、UAEで31,000人のボランティアを対象とした第III相ワクチン試験を開始した。8月までに、すべてのボランティアが1回目の接種を受け、数週間以内に2回目の接種を受けることになった。12月9日、UAE保健予防省は、第III相試験の中間分析の結果、BBICP-CorVがCOVID-19感染症に対して86％の有効性を示したことを受けて、BBICP-CorVの正式登録を発表した。同ワクチンは、中和抗体の血清転換率が99％、中等症および重症の予防効果が100％であったという。
9月2日、シノファームは、カサブランカとラバトで600人を対象とした第III相臨床試験を開始した。9月には、エジプトで1年間、6,000人を対象としたフェーズIII試験の登録を開始した。
2020年8月、シノファームは、バーレーンで市民と住民ボランティア6,000人を対象とした第III相臨床試験を開始した。11月のアップデートでは、7,700人が第III相臨床試験にボランティアとして参加した。また、8月下旬、シノファームは、ヨルダンのPrince Hamza病院で500名のボランティアを対象とした第III相臨床試験を開始した。
パキスタンでは、シノファームは、カラチ大学と協力して3,000人のボランティアによるワクチン試験を開始した。

#### 南米
9月10日、シノファームは、18歳から75歳までの合計6,000人のワクチン接種を長期目標とする第III相試験をペルーで開始した。10月には、さらに6,000人のボランティアを対象として、第III相試験が拡大された。1月26日、ワクチン試験のプラセボ群のボランティアが死亡した。
9月16日、アルゼンチンは、Elea Phoenix Laboratoryを通じて3,000人のボランティアを対象とした第III試験を開始した。

## 製造
シノファームのChariman Yang Xioyunは、同社が2021年に10億用量を生産できる可能性があると述べている。
10月、ドバイのG42ヘルスケアは、シノファームと製造契約を結び、UAEおよびその他の地域諸国にBBIBP-CorVを提供し、UAEでは2021年に7,500万～1億用量を生産すると発表した。
12月、エジプトは、シノファームとEgyptian Holding Company for Biological Products & Vaccines（VACSERA）との間で、同ワクチンを現地で製造し、他のアフリカ諸国にも輸出することで合意したと発表した。
12月、AP通信は、モロッコの最初のワクチンは中国から輸入されるが、同国はBBIBP-CorVの現地生産も計画していると報じている。

## マーケティングと流通

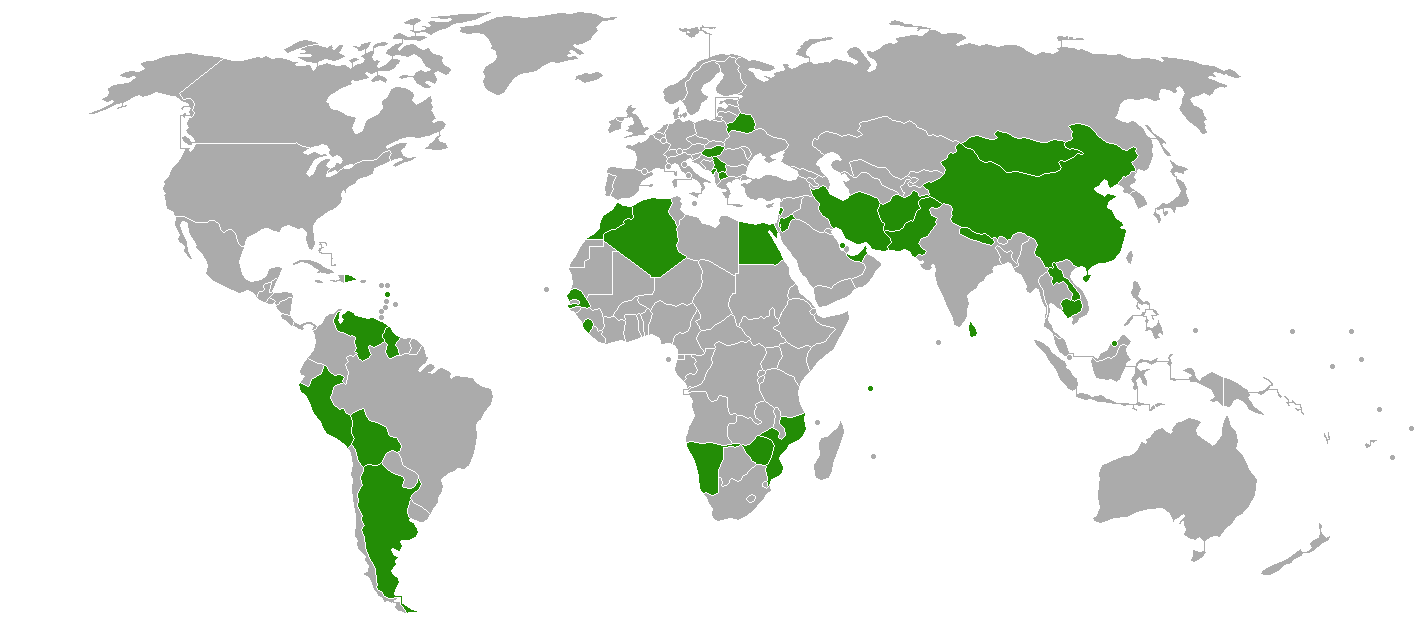
BBIBP-CorVを使用している国を緑色で表示している。

2021年2月21日、シノファーム社によると、これまでのBBIBP-CorVの接種回数は4,300万回を超え、そのうち中国では3,400万回以上、残りは海外で接種されているという。

### アジア
中国では、シノファームが7月にEUAを取得。10月には、海外に留学する学生にワクチンを無料で提供した。12月30日、中国の国家薬品監督管理局はBBIBP-CorVの一般使用を承認した。翌2021年2月、マカオは40万用量の最初の10万用量を投与を受領した。
2020年9月14日、アラブ首長国連邦は、第III相中間試験の成功を受けて、第一線で働く労働者向けのワクチンを承認した。11月にはドバイの首長で副大統領兼首相のムハンマド・ビン・ラーシド・アール・マクトゥームらも接種した。同国は12月、中間分析の結果を検討した後、BBIBP-CorVを登録した。
2020年11月3日、バーレーンは、現場作業員に対するBBIBP-CorVの緊急使用許可を与えた。同国のサルマン皇太子を含む複数の閣僚がワクチンを受けた。12月、バーレーン国民健康規制当局は、有効率86％を示した第III相臨床試験のデータを引用して、シノファームのワクチンを承認した。
2020年12月、パキスタンは、120万用量のワクチンを購入し、2021年1月18日に緊急使用を承認し、2月2日に予防接種キャンペーンを開始させ、3月にはアリフ・アルヴィ大統領とイムラン・カーン首相が接種した。
2021年1月、カンボジアは、中国が100万用量のワクチンを提供すると発表した。カンボジア保健省は2月4日に緊急使用許可を与え、2月10日に第1バッチ60万用量分のワクチン接種キャンペーンを開始した。
1月、イラクは、BBIBP-CorVの緊急使用を承認し、200万容量分の契約を結んだ。最初の5万用量が3月2日に到着した。
1月、ヨルダンは、BBIBP-CorVの緊急使用を承認し、1月13日にワクチン接種キャンペーンを開始した。
1月、ラオスはヴィエンチャンの病院で医療従事者にBBIBP-CorVのワクチン接種を開始し、2月初旬にはさらに30万用量を受領した。
1月、スリランカは、2月に到着する中国から寄贈された30万用量を受領すると述べた。
2月、アフガニスタンは、中国からBBIBP-CorVの40万用量分の接種を約束された。
2月、ブルネイは、中国から寄贈されたシノファームワクチンの最初のバッチを受け取った。
2月、イランは、BBIBP-CorVの緊急使用を承認し、2月28日に25万回分の第1バッチを受領した。
2月、モンゴルは、中国からの30万用量の寄贈を受けた。
2月、ネパールは、BBIBP-CorVの緊急使用を承認し、助成金の支援を受けて50万用量を同国に持ち込む道を開いた。
3月、レバノンは、その要請により5万用量分の寄贈を受け、3月2日に緊急使用許可を付与した。
4月、インドネシアは、BBIBP-CorVの緊急使用を承認した。

### アフリカ
2月、アルジェリアは、BBIBP-CorVの20万用量の寄贈を受けた。
エジプトは、1月3日に規制当局の承認を受けたシンファームのワクチンを4,000万用量購入する計画である。Abdel Fattah el-Sisi大統領は、1月24日からのワクチン接種キャンペーンを発表した。
モロッコは、シノファームに4,100万用量、アストラゼネカ社に2,500万用量、合計6,600万用量のワクチンを発注した。モロッコは1月23日にBBIBP-CorVの緊急使用許可を与え、1月27日に最初の50万回用量が到着した。
2月、モザンビークでは、BBIBP-CorV の20万用量の寄贈を受け、3月8日からワクチン接種を開始する予定であった。
2月、ナミビアは、BBIBP-CorV10万用量の寄贈を受けた。
2月、セネガルは、ダカールで20万用量を受領し、2月22日に医療従事者へのワクチン接種を開始した。
2月、シエラレオネは、BBIBP-CorVの20万用量の寄贈を受けた。
1月、セイシェルは、UAEから贈与を受けた5万用量のワクチン接種を1月10日に開始すると発表した。世界初の集団免疫獲得を目指すとし、大統領のワベル・ラムカラワンらが接種した。
2月、ジンバブエは、中国から寄贈された20万用量に加えて、60万用量を購入し、2月18日から予防接種キャンペーンを開始した。2月24日、ジンバブエはさらに120万用量を優遇価格で購入した。
2月、赤道ギニアは、10万用量のBBIBP-CorVを中国から寄贈され、テオドロ・オビアン・ンゲマ大統領が自ら接種した。

### 北米
ドミニカ共和国は、768,000用量のBBIBP-CorVを発注した。
3月、ドミニカ国は、2万用量のBBIBP-CorVを受け取り、3月4日から予防接種キャンペーンで使用を開始した。 

### 南米
2月、アルゼンチンは、2月26日に904,000用量が到着するのに先立ち、BBIBP-CorVの緊急使用を承認した。
2月、ボリビアは、2月に中国から寄贈された10万用量に加えて40万用量を購入し、2月26日から予防接種キャンペーンを開始した。
3月、ガイアナは、2万用量分のBBIBP-CorVの寄贈を受けた。3月7日からワクチン接種が開始されることになった。
1月、ペルーは、BBIBP-CorVを3,800万用量を購入した。ペルーは1月27日にBBIBP-CorVの緊急承認を与え、2月9日に最初の30万回分の接種を開始し、大統領のフランシスコ・サガスティも接種した。
3月、ベネズエラは、BBIBP-CorVを国内で使用することを承認し、3月2日に最初の50万用量が到着した。

### 欧州
1月、セルビアは、100万用量を受領し、ヨーロッパで初めてBBIBP-CorVを受け取った国となった。1月19日、セルビアはワクチンを承認し、Zlatibor Lončar保健大臣が最初の接種者となり、4月6日にはアレクサンダル・ヴチッチ大統領も接種した。
1月、ハンガリーは、EU加盟国として初めてBBIBP-CorVを承認し、500万用量の契約に署名した。2月16日に最初の55万用量がブダペストに到着し、2月24日に接種が開始された。オルバーン・ヴィクトル首相は2月28日にBBIBP-CorVの接種を受けた。
2月、北マケドニアは、BBIBP-CorVの20万用量に関する契約に署名し、同月下旬にワクチン接種プログラムを開始することを希望した。
2月、ベラルーシは、10万用量のBBIBP-CorVを寄贈された。
3月3日、モンテネグロは、30,000用量のBBIBP-CorVを寄贈された。

## 論争

### 公用データと信頼の欠如
モデルナ社のMRNA-1273、オックスフォード-アストラゼネカ社のAZD1222、ジョンソン・エンド・ジョンソン社のAd26.COV2.Sとは異なり、中国製ワクチンの安全性や有効性に関する公的な情報はほとんどない。UAEは、このワクチンがCOVID-19の中等度および重度の症例を予防するのに100％有効であることを示したシノファーム社の中間データ分析をレビューしたと述べたが、レビューの中で症例データを独自に分析したかどうかは述べていない。シノファームがどのようにして結論を出したのかは不明であり、BBIBP-CorVの承認に関するUAEの発表では、プラセボ群とアクティブ群のCOVID-19症例数やボランティアの年齢などの詳細が明らかに欠けていた。オックスフォード大学の疫学者であるZhengming Chenは、「ワクチンがどの程度効果があるのかを伝えるのは難しい。それが本物であることを願う。」と語った。
BBIBP-CorVの安全性と有効性への信頼が国際的な展開を成功させるためには不可欠であるため、公的なデータがないことは、シノファームが他のさまざまな国にワクチンを送ることを制限する可能性がある。Chenは、他の国に追随してもらうためには、しっかりとした科学的根拠と精査可能な確固たるデータが必要だと述べている。2020年12月30日現在、同ワクチンの詳細な有効性データは一般に公開されていない。Jinは、中国の最近の承認はBBIBP-CorVの信頼性を高める可能性があるが、世界市場でシェアを獲得するためには、より多くのデータが必要であると述べている。シノファームの幹部は、詳細なデータは後日発表され、中国や国際的な科学雑誌に掲載されると述べた。
シノファームのWu Yonglin社長は、試験結果はWHOの要件を超えていると述べたが、上海の大手製薬会社の役員は、バーレーンやアラブ首長国連邦の医薬品規制当局が米国食品医薬品局（FDA）と同じ基準を持たないだろうと期待し、試験に懐疑的な見方を示した。
2021年1月、フィリピン政府は、COVID-19ワクチンの安全性への懸念に対する国民の迷いを認め、BBIBP-CorVに関する海外報道について、視力や味覚の喪失、血圧上昇など73項目の副作用を挙げてコメントした。政府は、シノファームが臨床試験や緊急使用を申請した場合、FDAは73件の副作用に関する報告書を含むすべての文書を慎重に審査すると述べた。

### アジアと南米での未承認使用
2020年12月30日、フィリピンのDelfin Lorenzana国防長官はインタビューで、少なくとも1人の大臣とロドリゴ・ドゥテルテ大統領のボディーガードが「密輸」されたBBIBP-CorVを提供された、起こったことは「正当化」されたと考えていると述べた。大統領警備隊(PSG)の長であるJesus Durante准将は、彼らが75歳でCOVID-19に対して非常に脆弱なドゥテルテに近い警備を提供するので、やむを得ないと感じ、彼の部下の何人かにワクチンを接種させるために「危険を冒した」と述べた。The Manila Times紙の著者Ingming Aberiaは、FDAのエンリケ・ドミンゴ局長は、COVID-19ワクチンのライセンスが発行されていないことを考えると、シノファームが消費者に害を及ぼす可能性があると信じるに足る理由があったが、「自己保身」の観点からPSG社を告発しない、とコメントした。翌2021年5月3日、未承認のシノファームのワクチンをドゥテルテ大統領は自ら接種した。
2021年1月1日、毎日新聞は、日本の大手企業のオーナー数人を含む18人の富裕層が、2020年11月からシノファームのワクチンを接種していると報じた。ワクチンは、中国共産党幹部に近い中国のコンサルタントが持ち込んだ。在日中国大使館はその後、日本のニュースメディアによる未検証の主張に不満を表明した。
2021年2月、南米のペルーでは、元大統領のマルティン・ビスカラなど計487人の政治家や官僚が在任中に職権を利用して承認前にシノファームのワクチンを抜け駆け接種したことがわかって閣僚が辞任するなどスキャンダルとなった。
2021年3月11日、国際オリンピック委員会（IOC）会長のトーマス・バッハは中国製ワクチンをIOCが購入して東京オリンピック・パラリンピックに参加する選手や関係者に提供する考えを表明した。12日に丸川珠代五輪相は「わが国で中国のワクチンを中国の企業が承認申請しているかどうかについて私は把握していない」と述べ、これに関してIOCは中国製ワクチンを承認している国・地域に提供先は限定されるとの見方を示した。

## 参照項目
1. ↑  https://www.nytimes.com/interactive/2020/health/sinopharm-covid-19-vaccine.html
2. ↑  Reuters Staff (2020年11月19日). “China Sinopharm's coronavirus vaccine taken by about a million people in emergency use”. Reuters 2020年12月9日閲覧。
3. ↑  “UAE: Ministry of Health announces 86 per cent vaccine efficacy” (英語). gulfnews.com. 2020年12月13日閲覧。
4. ↑  Wee, Sui-Lee; Qin, Amy (2020年12月30日). “China Approves Covid-19 Vaccine as It Moves to Inoculate Millions” (英語). The New York Times. ISSN 0362-4331 2021年2月12日閲覧。
5. ↑  “ＷＨＯ、中国製ワクチン承認　有効性７９％、２件目も審査中―新型コロナ”. 時事通信 (2021年5月8日). 2021年5月19日閲覧。
6. ↑  “China State-Backed Covid Vaccine Has 86% Efficacy, UAE Says” (英語). Bloomberg.com. (2020年12月9日) 2020年12月9日閲覧。
7. ↑  Cohen J (December 2020). “China's vaccine gambit”. Science 370 (6522):  1263–1267. Bibcode: 2020Sci...370.1263C. doi:10.1126/science.370.6522.1263. PMID 33303601.
8. ↑  Tan Y (2020年12月16日). “Covid: What do we know about China's coronavirus vaccines?”. 2020年12月18日閲覧。
9. 1 2 3  Liu R (2020年12月31日). “China gives its first COVID-19 vaccine approval to Sinopharm”. Reuters 2020年12月31日閲覧。
10. ↑  Turak, Natasha (2021年1月18日). “The UAE is on track to have half its population vaccinated by the end of March”. CNBC. 2021年1月21日閲覧。
11. 1 2  Dawn.com (2021年2月2日). “PM Imran kicks off Pakistan's Covid-19 vaccination drive” (英語). DAWN.COM. 2021年2月3日閲覧。
12. 1 2  Reuters Staff (2021年1月24日). “Sisi says Egypt to begin COVID-19 vaccinations on Sunday”. Reuters 2021年1月24日閲覧。
13. 1 2  Dumpis, Toms (2021年1月27日). “Morocco Receives Half a Million Doses of Chinese Sinopharm Vaccine”. Morocco World News. 2021年1月28日閲覧。
14. 1 2  “Zimbabwe starts administering China's Sinopharm vaccines” (英語). thestar.com (2021年2月18日). 2021年2月20日閲覧。
15. 1 2  Aquino, Marco (2021年2月10日). “'The best shield': Peru launches inoculation drive with Sinopharm vaccine” (英語). Reuters 2021年2月10日閲覧。
16. 1 2  “Bolivia begins inoculation with Sinopharm jabs | The Star”. www.thestar.com.my. 2021年2月28日閲覧。
17. 1 2  “Serbia Becomes First European Nation To Use China's Sinopharm Vaccine”. RadioFreeEurope/RadioLiberty. 2021年1月21日閲覧。
18. 1 2  “Hungary first EU nation to use China's Sinopharm vaccine against COVID” (英語). euronews (2021年2月24日). 2021年2月26日閲覧。
19. 1 2  “Which companies will likely produce the most COVID-19 vaccine in 2021?” (英語). Pharmaceutical Processing World (2021年2月5日). 2021年2月28日閲覧。
20. 1 2  hermesauto (2021年2月22日). “More than 43 million doses of China's Sinopharm Covid-19 vaccines used globally” (英語). The Straits Times. 2021年2月22日閲覧。
21. ↑  “WHO、中国シノファーム製ワクチンの緊急使用を承認　欧米以外で初”. BBC (2021年5月7日). 2021年5月8日閲覧。
22. 1 2  Yu, Sun (2020年12月31日). “China approves first domestic Covid-19 vaccine for general use”. 2021年1月12日閲覧。
23. 1 2 3  Cyranoski D (14 December 2020). “Arab nations first to approve Chinese COVID vaccine — despite lack of public data”. Nature 588 (7839):  548. Bibcode: 2020Natur.588..548C. doi:10.1038/d41586-020-03563-z. PMID 33318701 2020年12月21日閲覧。.
24. 1 2  Xia S, Zhang Y, Wang Y, Wang H, Yang Y, Gao GF, Tan W, Wu G, Xu M, Lou Z, Huang W, Xu W, Huang B, Wang H, Wang W, Zhang W, Li N, Xie Z, Ding L, You W, Zhao Y, Yang X, Liu Y, Wang Q, Huang L, Yang Y, Xu G, Luo B, Wang W, Liu P, Guo W, Yang X (October 2020). “Safety and immunogenicity of an inactivated SARS-CoV-2 vaccine, BBIBP-CorV: a randomised, double-blind, placebo-controlled, phase 1/2 trial”. The Lancet. Infectious Diseases 21 (1):  39–51. doi:10.1016/s1473-3099(20)30831-8. PMC 7561304. PMID 33069281.
25. 1 2  Xia S, Duan K, Zhang Y, Zhao D, Zhang H, Xie Z, Li X, Peng C, Zhang Y, Zhang W, Yang Y, Chen W, Gao X, You W, Wang X, Wang Z, Shi Z, Wang Y, Yang X, Zhang L, Huang L, Wang Q, Lu J, Yang Y, Guo J, Zhou W, Wan X, Wu C, Wang W, Huang S, Du J, Meng Z, Pan A, Yuan Z, Shen S, Guo W, Yang X (September 2020). “Effect of an Inactivated Vaccine Against SARS-CoV-2 on Safety and Immunogenicity Outcomes: Interim Analysis of 2 Randomized Clinical Trials”. JAMA 324 (10):  951–960. doi:10.1001/jama.2020.15543. PMC 7426884. PMID 32789505.
26. 1 2  “China State-Backed Covid Vaccine Has 86% Efficacy, UAE Says”. Bloomberg.com. (2020年12月9日) 2020年12月9日閲覧。
27. 1 2  Maxwell C. “Coronavirus: UAE authorises emergency use of vaccine for frontline workers”.   The National. 2020年9月14日閲覧。
28. ↑  “Coronavirus: 15,000 register as volunteers for Covid-19 vaccine trial in UAE”. The National. (2020年8月13日) 2020年8月15日閲覧。
29. 1 2  Reuters Staff (2020年12月9日). “UAE says Sinopharm vaccine has 86% efficacy against COVID-19”. Reuters 2020年12月9日閲覧。
30. ↑  “UAE: Ministry of Health announces 86 per cent vaccine efficacy”. gulfnews.com. 2020年12月9日閲覧。
31. ↑  “Morocco orders R-Pharm Covid-19 vaccine | The North Africa Post”. northafricapost.com. 2020年10月7日閲覧。
32. ↑  “Chinese Clinical Trial Register (ChiCTR) - The world health organization international clinical trials registered organization registered platform”. www.chictr.org.cn. 2020年10月21日閲覧。
33. ↑  “Egypt to start receiving volunteers for COVID-19 vaccine trials”. Egypt Independent (2020年9月12日). 2020年9月21日閲覧。
34. ↑  “Bahrain starts Phase III trial of Sinopharm's Covid-19 vaccine”. Clinical Trials Arena (2020年8月24日). 2021年3月7日閲覧。
35. ↑  Manama TD. “Vaccine trial continues | THE DAILY TRIBUNE | KINGDOM OF BAHRAIN”. DT News. 2020年10月22日閲覧。
36. 1 2  Barrington L (2020年11月3日). “Bahrain allows Sinopharm COVID-19 vaccine candidate use in frontline workers”. Reuters 2020年11月3日閲覧。
37. ↑  Liu R (2020年9月5日). “China's CNBG, Sinovac find more countries to test coronavirus vaccines”. Reuters. 2020年9月6日閲覧。
38. ↑  “Jordan starts phase 3 trial of China's COVID-19 vaccine”. Jordan Times (2020年8月30日). 2020年10月22日閲覧。
39. ↑  “Coronavirus vaccine should be available in Pakistan 'within 6-8 weeks'”. www.geo.tv. 2020年11月14日閲覧。
40. ↑  “Third Phase of Human Trials for Coronavirus Vaccine Underway in Peru | Voice of America - English”. www.voanews.com. 2020年9月11日閲覧。
41. ↑  “6,000 additional volunteers required for trials of Sinopharm's COVID-19 vaccine” (スペイン語).   Andina. 2020年10月17日閲覧。
42. ↑  Aquino, Marco (2021年1月27日). “Peru volunteer in Sinopharm vaccine trial dies of COVID-19 pneumonia, university says”. Reuters 2021年1月27日閲覧。
43. ↑  “Clinical Trial to Evaluate the Efficacy, Immunogenicity and Safety of the Inactivated SARS-CoV-2 Vaccine (COVID-19) - Full Text View - ClinicalTrials.gov”. clinicaltrials.gov. 2020年9月28日閲覧。
44. ↑  Greaves J (2020年10月8日). “UAE company nears end of Chinese Covid-19 vaccine trial”. Reuters 2020年10月10日閲覧。
45. ↑  “Chinese COVID-19 vaccine effective: Egypt's MoH”. EgyptToday (2020年12月13日). 2020年12月15日閲覧。
46. ↑  “Health Min: a new production line to produce Sinopharm's Chinese vaccine in Egypt and will be exported to African countries”. EgyptToday (2020年12月12日). 2020年12月31日閲覧。
47. ↑  “Morocco acquires 65 million vaccine doses from China, UK”. ABC News. 2020年12月26日閲覧。
48. ↑  “Sinovac's coronavirus vaccine candidate approved for emergency use in China - source”. Reuters. (2020年8月29日) 2020年8月30日閲覧。
49. ↑  Vivek V (2020年10月15日). “China's Sinopharm offers experimental COVID-19 vaccines to students: WSJ”.   Reuters. 2020年10月15日閲覧。
50. ↑  “China gives conditional approval to coronavirus vaccine made by Sinopharm”. Global News. 2020年12月31日閲覧。
51. ↑  “First Sinopharm Covid-19 vaccines to arrive today” (英語). Macau Business (2021年2月6日). 2021年2月7日閲覧。
52. ↑  “UAE prime minister receives China-developed COVID-19 vaccine shot” (英語). CGTN (2020年11月5日). 2021年3月11日閲覧。
53. ↑  “Bahrain approves Chinese COVID-19 vaccine for use”. ABC News. 2020年12月13日閲覧。
54. ↑  Peshimam GN (2020年12月31日). “Pakistan to purchase 1.2 million COVID-19 vaccine doses from China's Sinopharm”. Reuters 2020年12月31日閲覧。
55. ↑  Shahzad, Asif (2021年1月19日). “Pakistan approves Chinese Sinopharm COVID-19 vaccine for emergency use”. Reuters 2021年1月21日閲覧。
56. ↑  “Pakistani PM receives 1st shot of China's Sinopharm vaccine”.  新華社 (2021年3月19日). 2021年5月8日閲覧。
57. ↑  Reuters Staff (2021年1月15日). “Cambodia says China donates 1 million doses of COVID-19 vaccines”. Reuters 2021年1月16日閲覧。
58. ↑  “Health Ministry grants Emergency Use Authorization to China's Sinopharm vaccine” (英語). Khmer Times (2021年2月4日). 2021年2月4日閲覧。
59. ↑  “Lt Gen Manet first to be inoculated today with the Sinopharm vaccine” (英語). Khmer Times (2021年2月9日). 2021年2月10日閲覧。
60. ↑  Jangiz, Khazan. “Iraq approves the emergency use of two more COVID-19 vaccines”. www.rudaw.net. 2021年1月21日閲覧。
61. ↑  “Iraq receives first Covid vaccines, gift from China”. France 24 (2021年3月3日). 2021年3月8日閲覧。
62. ↑  “Jordan approves China's Sinopharm Covid vaccine” (英語). France 24 (2021年1月9日). 2021年3月7日閲覧。
63. ↑  Omari, Raed. “Jordan begins COVID-19 vaccination drive as physician, 87, gets first jab”. Arab News. 2021年3月8日閲覧。
64. ↑  Thanabouasy, Phayboune (2021年1月27日). “Laos Begins Vaccinations for Over 600 Medical Workers”. Laotian Times. 2021年1月27日閲覧。
65. ↑  Limited, Bangkok Post Public Company. “Laos receives 300,000 vaccine doses from China”. Bangkok Post 2021年2月10日閲覧。
66. ↑  Vyshnavy (2021年1月27日). “China to donate 300,000 vaccine doses to Sri Lanka | Colombo Gazette”. 2021年1月29日閲覧。
67. ↑  “China ‘to provide 400,000 COVID vaccine doses’ to Afghanistan” (英語). www.aljazeera.com. 2021年3月1日閲覧。
68. ↑  “Vaccine donation from China arrives | The Star”. www.thestar.com.my. 2021年2月12日閲覧。
69. ↑  “Iran Launches Phase Two of Mass Inoculation Campaign” (英語). Financial Tribune (2021年2月22日). 2021年2月23日閲覧。
70. ↑  “Iran Gets Chinese Vaccine for Coronavirus - Society/Culture news” (英語). Tasnim News Agency. 2021年2月28日閲覧。
71. ↑  “Mongolia receives COVID-19 vaccine donation from China – The Manila Times” (英語). www.manilatimes.net. 2021年2月28日閲覧。
72. ↑  “China's Shinopharm vaccine gets emergency use authorisation in Nepal” (English). kathmandupost.com. 2021年2月19日閲覧。
73. ↑  “China donates 50,000 doses of Sinopharm vaccine to Lebanon | News , Lebanon News | THE DAILY STAR”. www.dailystar.com.lb. 2021年3月2日閲覧。
74. ↑  March 2021, Naharnet Newsdesk 01. “Lebanon Authorizes Use of Chinese Vaccine Sinopharm”. Naharnet. 2021年3月7日閲覧。
75. ↑  “インドネシア、中国シノファーム製コロナワクチンの緊急使用認可”.  ロイター (2021年4月30日). 2021年5月8日閲覧。
76. ↑  Presse, AFP-Agence France. “Algeria Receives 200,000 Coronavirus Jabs From China” (英語). www.barrons.com. 2021年2月26日閲覧。
77. 1 2  “Egypt approves Chinese COVID vaccine, roll-out likely this month”. www.aljazeera.com. 2021年1月3日閲覧。
78. ↑  Eljechtimi, Ahmed (2021年1月26日). “Morocco prepares to launch COVID-19 vaccination programme”. Reuters 2021年1月27日閲覧。
79. ↑  “Moroccan health ministry grants emergency approval to Sinopharm's Covid-19 vaccine”. wam. 2021年1月27日閲覧。
80. ↑  “China, Africa and the Vaccine Donations” (英語). Modern Ghana. 2021年3月5日閲覧。
81. ↑  Mucari, Manuel (2021年3月6日). “Mozambique expects to vaccinate 16 million against coronavirus by 2022” (英語). Reuters 2021年3月7日閲覧。
82. ↑  “China to donate 100,000 doses of COVID-19 vaccines to Namibia” (英語). Reuters. (2021年2月18日) 2021年2月19日閲覧。
83. ↑  Staff, Reuters (2021年2月18日). “Senegal takes delivery of China's Sinopharm vaccine” (英語). Reuters 2021年2月19日閲覧。
84. ↑  AfricaNews (2021年2月23日). “Senegal begins covid-19 vaccination with doses from China's Sinopharm” (英語). Africanews. 2021年2月23日閲覧。
85. ↑  AFP. “Sierra Leone to receive 200,000 virus vaccine doses” (英語). ewn.co.za. 2021年2月26日閲覧。
86. ↑  “Seychelles to start vaccinations with Chinese-made Sinopharm”. AP NEWS (2021年1月8日). 2021年1月8日閲覧。
87. ↑  “世界初の集団免疫目指す　島国セーシェル接種開始”. 産経ニュース. 2024年2月5日閲覧。
88. ↑  Banya, Nelson (2021年2月11日). “Zimbabwe purchases 600,000 Sinopharm COVID-19 vaccinations -information minister” (英語). Reuters 2021年2月11日閲覧。
89. ↑  Staff, Reuters (2021年2月24日). “Zimbabwe to buy 1.2 million more COVID-19 vaccine doses from China” (英語). Reuters 2021年2月26日閲覧。
90. ↑  “中国のワクチンが各国へ 発展途上国を支援”. AFP (フランス通信社). (2021年3月1日) 2021年3月6日閲覧。
91. ↑  Lopez, Ezequiel Abiu (2021年2月16日). “Dominican Republic launches COVID-19 vaccination campaign” (英語). Reuters 2021年2月28日閲覧。
92. ↑  “Dominica: Melissa Skerrit receives the Sinopharm COVID-19 vaccine” (英語). WIC News (2021年3月4日). 2021年3月5日閲覧。
93. ↑  “Buenos Aires Times | Shipment of 900,000 Sinopharm vaccine doses arrives in Argentina”. www.batimes.com.ar. 2021年2月26日閲覧。
94. ↑  Biannchi, Walter (2021年2月21日). “Argentina approves Sinopharm COVID-19 vaccine for emergency use” (英語). Reuters 2021年2月22日閲覧。
95. ↑  Ramos, Danny (2021年2月11日). “Bolivia signs deal with China´s Sinopharm for coronavirus vaccine” (英語). Reuters 2021年2月11日閲覧。
96. ↑  “China-donated Sinopharm vaccine received” (英語). Guyana Chronicle (2021年3月3日). 2021年3月3日閲覧。
97. ↑  “Sinopharm vaccine rollout starts this weekend” (英語). Stabroek News (2021年3月6日). 2021年3月7日閲覧。
98. ↑  Reuters Staff (2021年1月6日). “Peru inks deals with Sinopharm, AstraZeneca for coronavirus vaccines -president”. Reuters 2021年1月7日閲覧。
99. ↑  Aquino, Marco (2021年1月27日). “Peru grants 'exceptional' approval for Sinopharm COVID-19 vaccine - government sources”. Reuters 2021年1月28日閲覧。
100. ↑  「ペルーの閣僚や前大統領、承認前の中国製ワクチン接種」『新華網』2021年2月13日。2021年3月15日閲覧。
101. ↑  Sequera, Vivian (2021年3月1日). “Venezuela approves use of China's Sinopharm coronavirus vaccine” (英語). Reuters 2021年3月2日閲覧。
102. ↑  Sequera, Vivian (2021年3月2日). “Venezuela receives donated coronavirus vaccine from China” (英語). Reuters 2021年3月2日閲覧。
103. ↑  Reuters Staff (2021年1月16日). “Serbia receives million doses of China's Sinopharm COVID-19 vaccine”. Reuters 2021年1月16日閲覧。
104. ↑  “Serbia's leader chooses Chinese-made vaccine for own shot”. ABCニュース. (2021年4月6日) 2021年4月7日閲覧。
105. ↑  “Hungary signs deal for Chinese Sinopharm's COVID-19 vaccine, first in EU”. nationalpost. 2021年1月29日閲覧。
106. ↑  Staff, Reuters (2021年2月16日). “First 550,000 doses of Chinese Sinopharm's vaccine arrive in Hungary” (英語). Reuters 2021年2月18日閲覧。
107. ↑  “Hungary's PM Viktor Orbán vaccinated against COVID with Chinese Sinopharm vaccine”. euronews (2021年2月28日). 2021年3月7日閲覧。
108. ↑  “Vaccine delay in North Macedonia stirs political tension” (英語). ABC News. 2021年2月12日閲覧。
109. ↑  “China sends 100,000 coronavirus vaccines to Belarus” (英語). eng.belta.by (2021年2月19日). 2021年2月19日閲覧。
110. ↑  Radomir, Ralev. “Montenegro receives 30,000 doses of China's COVID-19 vaccine”. 2021年3月7日閲覧。
111. ↑  “Abu Dhabi starts COVID-19 vaccinations”. Arab News (2020年12月14日). 2020年12月17日閲覧。
112. ↑  Wee SL (2020年12月9日). “Chinese Covid-19 Vaccine Gets Key Push, but Doubts Swirl”. The New York Times. 2020年12月21日閲覧。
113. ↑  “Gov't. vows strict vaccine screening after poll result on public hesitancy, report on Sinopharm”.  CNN Philippines (2021年1月8日). 2021年1月9日閲覧。
114. ↑  Dancel R. “Philippine officials under fire from critics, health authorities for unsanctioned Covid-19 vaccinations”. The Straits Times. 2021年3月7日閲覧。
115. ↑  Aberia, Ingming (2021年1月6日). “Did Sinopharm forget that Duque exists?”. 2021年1月9日閲覧。
116. ↑  「フィリピン大統領、中国製ワクチン接種」『時事通信』2021年5月4日。2021年5月5日閲覧。
117. ↑  「水面下で出回る中国ワクチン 富裕層から永田町へ？ 狙われる日本市場」『Mainichi Daily News』2020年12月31日。2021年1月2日閲覧。
118. ↑  Elmer, Keegan (2021年1月3日). “Beijing responds to claims Japanese were given unapproved Sinopharm jabs”. 2021年1月9日閲覧。
119. ↑  「ペルー 元大統領らワクチン事前接種 立場利用と国民から非難」『NHK』2021年2月17日。2021年3月15日閲覧。
120. ↑  「ペルーの閣僚や前大統領、承認前の中国製ワクチン接種」『日本経済新聞』2021年2月16日。2021年3月15日閲覧。
121. ↑  「東京五輪に中国ワクチン「わが国で承認申請しているのか」と丸川五輪相」『産経新聞』2021年3月12日。2021年5月19日閲覧。
122. ↑  「中国ワクチン、承認国のみ提供　ＩＯＣ」『時事通信』2021年3月12日。2021年5月19日閲覧。